# Cercomacroides
Cercomacroides is een geslacht van vogels uit de familie Thamnophilidae. De volgende soorten zijn bij het geslacht ingedeeld:

## Soorten
- Cercomacroides fuscicauda  –  Oevermiervogel
- Cercomacroides laeta  –  Willis' miervogel
- Cercomacroides nigrescens  –  Moerasmiervogel
- Cercomacroides parkeri  –  Parkers miervogel
- Cercomacroides serva  –  Zwarte miervogel
- Cercomacroides tyrannina  –  Tiranmiervogel